# 異鳥嘌呤
異鳥嘌呤或2-羟基腺嘌呤（简写：B）属于嘌呤类碱基，它是鸟嘌呤的异构体。它是DNA的氧化损伤产物，已被证明会导致突变。它和异胞嘧啶结合，用于非天然和酸类似物的研究中。它可以2,6-二氨基嘌呤为原料通过化学法合成。